# Tsuyoshi Ogata
Tsuyoshi Ogata, né le 11 mai 1973, est un athlète japonais, coureur sur longue distance et le marathon.
En août 2003, il se classait douzième aux championnats du monde à Paris. Deux ans plus tard, il remportait le bronze à Helsinki. À Osaka en 2007, il se classait cinquième.

## Palmarès

### Championnats du monde d'athlétisme
- Championnats du monde de 2003 à Paris ( France) 
  - 12e sur le marathon
- Championnats du monde de 2005 à Helsinki ( Finlande) 
  -  Médaille de bronze sur le marathon
- Championnats du monde de 2007 à Osaka ( Japon) 
  - 5e sur le marathon

## Sources
- (en) Cet article est partiellement ou en totalité issu de l’article de Wikipédia en anglais intitulé « Tsuyoshi Ogata » (voir la liste des auteurs).